# Prothesis

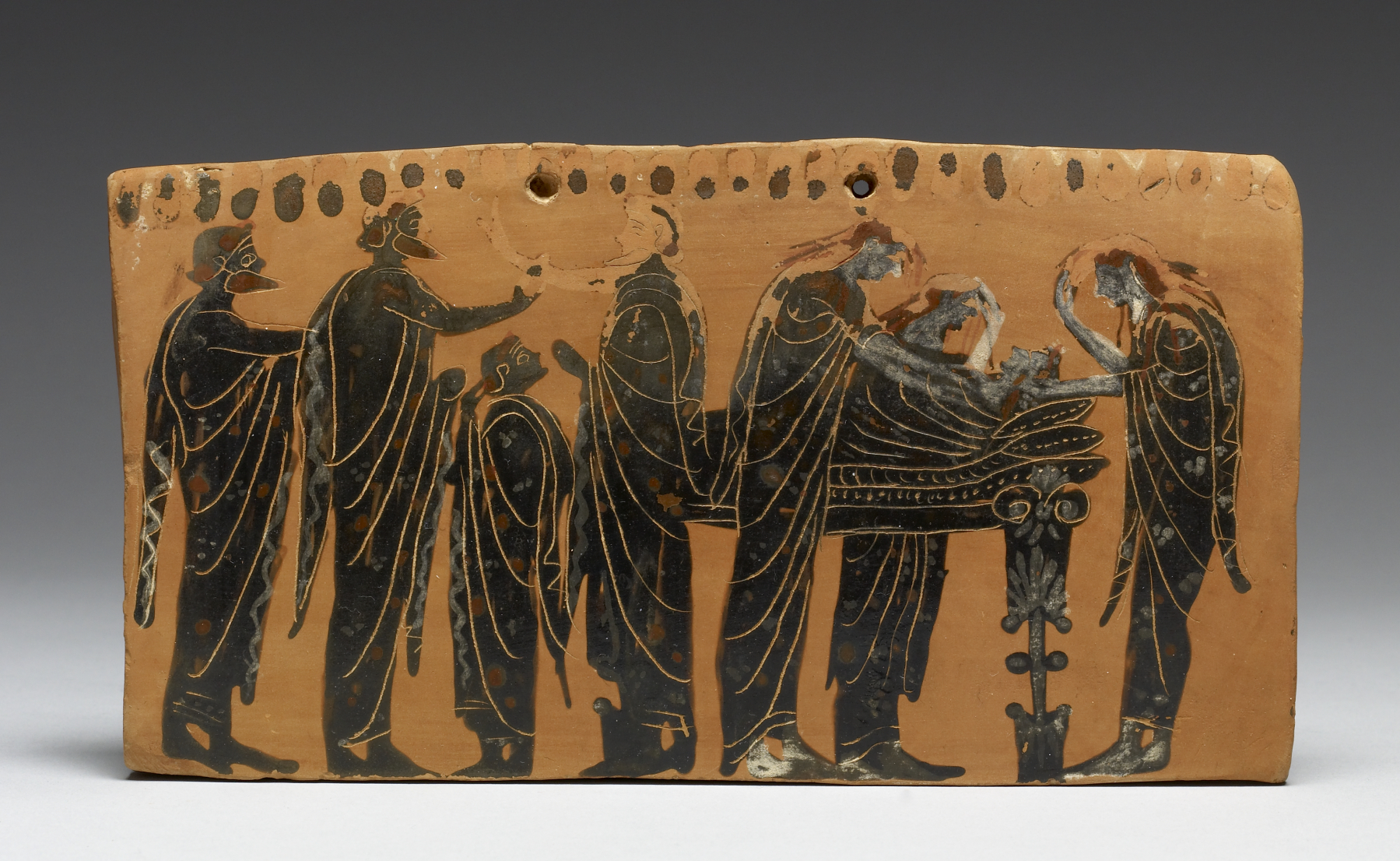
Prothesis auf einem Pinax des Gela-Malers, um 500 v. Chr.

Prothesis (altgriechisch πρόθεσις próthesis, „Aus- oder Zurschaustellung“) ist die Bezeichnung für die Aufbahrung eines Verstorbenen. Sie war wohl spätestens seit dem 8. Jahrhundert v. Chr. fester Bestandteil des griechischen Bestattungsrituals. Dabei wurde der Leichnam auf einer Liege (κλίνη klínē) aufgebahrt, meist mit einem Bahrtuch (griechisch φᾶρος pháros) bedeckt und von den Angehörigen sowie sonstigen Trauernden beweint.
Als indirektes Zeugnis für die Bedeutung der Prothesis können Funde von Totenklinen in Gräbern des 8. Jahrhunderts v. Chr. gelten. Insbesondere die Darstellungen von Aufbahrungsszenen auf geometrischen Gefäßen des 8. Jahrhunderts v. Chr. legen eine hohe Bedeutung des Rituals nahe. Etwa gleichzeitig oder etwas später sind die homerischen Epen anzusetzen. Auch sie beschreiben die Prothesis als festen Bestandteil der Totenfeierlichkeiten für die großen Helden. 
Erstmals erwähnt wird die Bezeichnung auf einer Inschrift des 6. Jahrhunderts v. Chr., die älteste literarische Erwähnung findet sich bei Platon. Jedoch werden schon bei Homer Prothesis-Szenen beschrieben. Ein Solonisches Gesetz beschränkte die Prothesis in Athen auf das Haus sowie auf die Dauer von einem Tag.